# Otto Olsen
Otto Martin Olsen (Østre Aker, 13 december 1884 - Oslo, 13 januari 1953) was een Noors schutter.

## Carrière
Olsen won tijdens de Olympische Spelen vier gouden medailles, drie medailles en een bronzen medaille. Daarnaast won Olsen vier wereldtitels.

## Resultaten

### Olympische Zomerspelen
| Jaar | Plaats    | Resultaten |
| ---- | --------- | --- |
| 1920 | Antwerpen | Lopend hert, enkelschot · Lopend hert, enkelschot team · Militair geweer 300 m liggend individueel · militair geweer 300 m drie houdingen team · Militair geweer 300 en 600 m liggend team · 6e militair geweer 300 m staand team · 6e militair geweer 300 m liggend team · 4e militair geweer 600 m liggend |
| 1924 | Parijs    | Lopend hert, enkelschot · Lopend hert, enkelschot team · Lopend hert, dubbelschot team · 8e vrij geweer 400, 600 en 800 m team · 51e vrij geweer 600 m individueel team |

### Wereldkampioenschappen
| Jaar | Plaats    | Resultaten |
| ---- | --------- | --- |
| 1929 | Stockholm | Lopend hert, enkelschot · Lopend hert, enkelschot team · Lopend hert, dubbelschot team · Lopend hert, dubbelschot |
| 1931 | Lwów      | Lopend hert, dubbelschot team · Lopend hert, enkelschot · Lopend hert, enkelschot team                            |